# Stazione di Rignano sull'Arno-Reggello
La stazione di Rignano sull'Arno-Reggello si trova sulla linea lenta Firenze-Roma nel tratto fra Pontassieve ed Arezzo ed è situata nell'omonima località.

## Storia
Con la proclamazione del Regno d'Italia, la legge nº 96 del 7 luglio 1861 fu approvata la concessione definitiva per la strada ferrata da Firenze per Arezzo.
Il primo tratto di binario, lungo poco meno di 20 chilometri, fu aperto all'esercizio il 20 settembre 1862 e collegava la stazione di Firenze Santa Maria Novella a Pontassieve. A Rignano sull'Arno il servizio ferroviario prese il via il 5 aprile 1863, mentre nei primi mesi del 1866 la tratta fu allungata fino a Montevarchi.
A seguito dell'alluvione del 1966, a causa dei danni al ponte ferroviario che collega Rignano a Sant'Ellero, per alcune settimane la stazione divenne de facto il capolinea nord per i treni provenienti da Roma e dal sud Italia.

### Origine del nome
La stazione deve la propria denominazione Rignano sull'Arno-Reggello (introdotta nel 1935; sino ad allora si chiamava unicamente Rignano sull'Arno) per la vicinanza al confinante Comune di Reggello al quale ha offerto l'accesso ai servizi ferroviari grazie al collegamento fornito dal ponte di San Clemente. 
In seguito alle installazioni a cura di RFI, il cartello con il nome della stazione su sfondo blu contiene semplicemente la scritta Rignano senza alcun'altra specifica. La denominazione completa e per esteso è altresì presente sulla facciata dell'edificio che ospita i locali destinati agli usi tecnici e ai viaggiatori.

## Caratteristiche
La stazione dispone di due banchine e di due binari: al 1º binario è presente una sala d'attesa all'interno della palazzina originaria che formava il corpo della stazione, mentre il 2° dispone di una pensilina.
Il fabbricato viaggiatori dispone, nella sala d'attesa del primo binario, di una biglietteria automatizzata per tutti i titoli di viaggio ferroviario. Lo stesso edificio ospita anche la Polizia municipale.
La stazione è servita da un parcheggio di interscambio e da un servizio taxi nella sottostante via Roma nonché, dal 2018, da due ascensori che - a fianco del sottopasso - permettono il collegamento diretto tra il binario 2, via Roma e Piazza della Repubblica.
Un terzo binario di testa, che serviva i treni merci da/per Roma, è stato definitivamente smantellato nel marzo 2009 e successivamente destinato all'ampliamento del parcheggio a servizio della stazione.
 L'edificio dello scalo merci, adibito a magazzino, invece è stato acquisito nel patrimonio comunale nel corso del 2021.

### Bacino d'utenza
La stazione risulta essere tra le più frequentate della Città metropolitana di Firenze, con il 13º posto per utenza nel 2018, nonostante gli abitanti reggellesi abbiano iniziato a servirsi prevalentemente della stazione di Figline Valdarno in concomitanza con l'apertura della linea direttissima.
L'impianto rimane il riferimento principale per le frazioni di San Clemente e Leccio oltre che per il territorio comunale che fa riferimento al capoluogo.

## Movimento

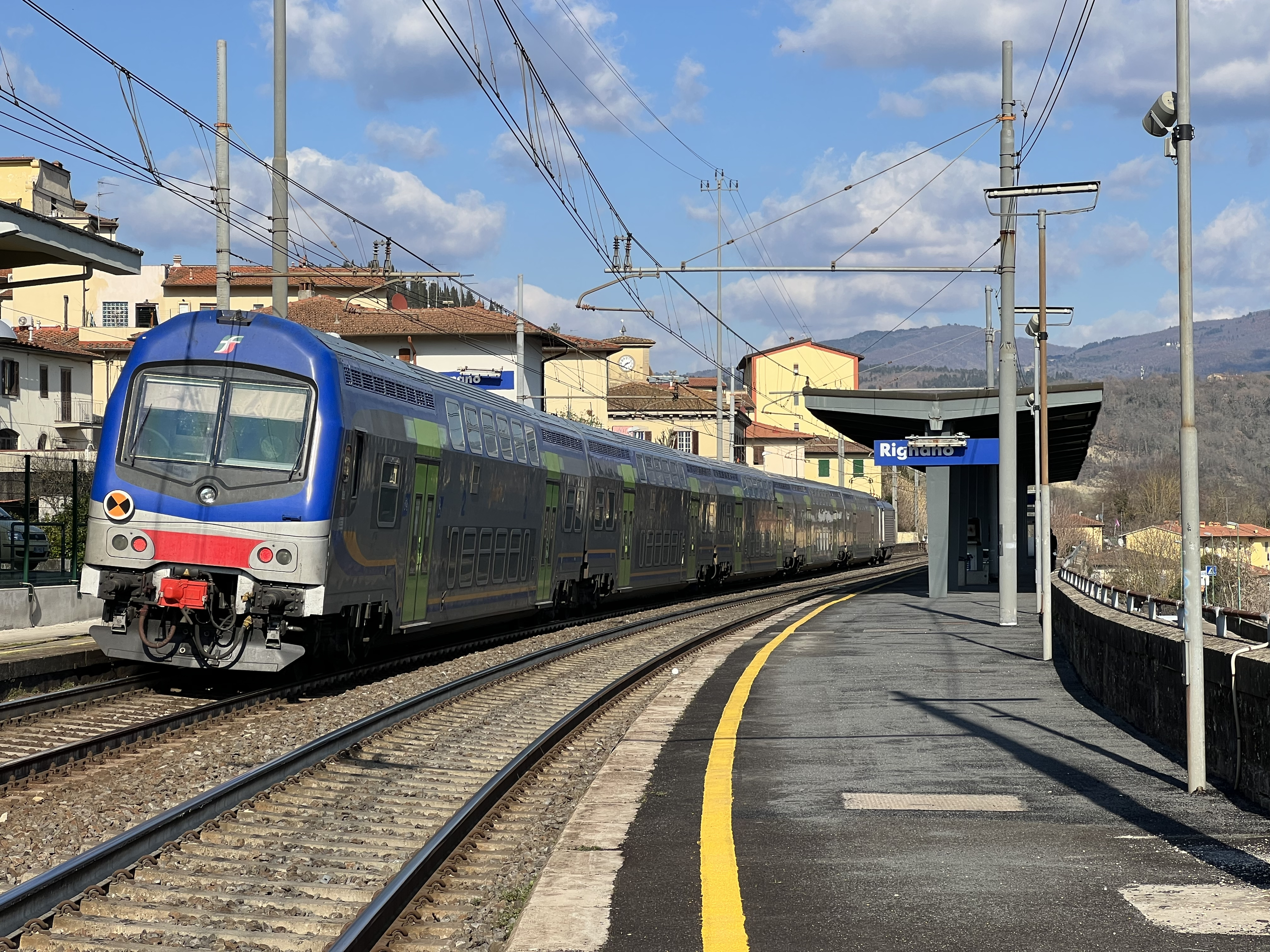
Treno Vivalto alla Stazione di Rignano sull'Arno

Il binario 1 è dedicato ai treni per i treni in direzione nord (Firenze, Prato e Pistoia) mentre il 2 a quelli verso sud (Montevarchi, Arezzo e Chiusi). 
Dal 2007 la stazione fa parte del progetto Memorario e vi fermano ogni ora due treni sia verso nord che verso sud.
La stazione è telecomandata dal DCO di Firenze Campo di Marte.
Fino all'apertura della linea Direttissima nel tratto valdarnese, avvenuta nel maggio 1986, erano invece presenti in orario anche sporadici treni a media-lunga percorrenza, tra cui convogli Espresso e qualche Diretto.

### Bus sostitutivi del servizio ferroviario
Da segnalare che i cosiddetti servizi integrativi Trenitalia, ovvero gli autobus sostitutivi del servizio ferroviario, a causa della parziale inagibilità del ponte di Rignano, fermano all'altezza del bivio di San Clemente sulla strada regionale 69 (ex SS 69),  a circa 350 metri dalla stazione di Rignano.

## Servizi
La stazione dispone di:
- Biglietteria self-service
- Parcheggio di scambio
- Sottopassaggio
- Ascensore (binario 2)
- Annuncio sonoro arrivo e partenza treni
- Servizi igienici
- Bar (via della Stazione, circa 10 metri di distanza)
- Edicola (Piazza della Repubblica)
- Stazione di ricarica per veicoli elettrici

## Interscambi
- Stazione ferroviaria
- Fermata autobus
- Stazione taxi